# Wat Phichaiyat

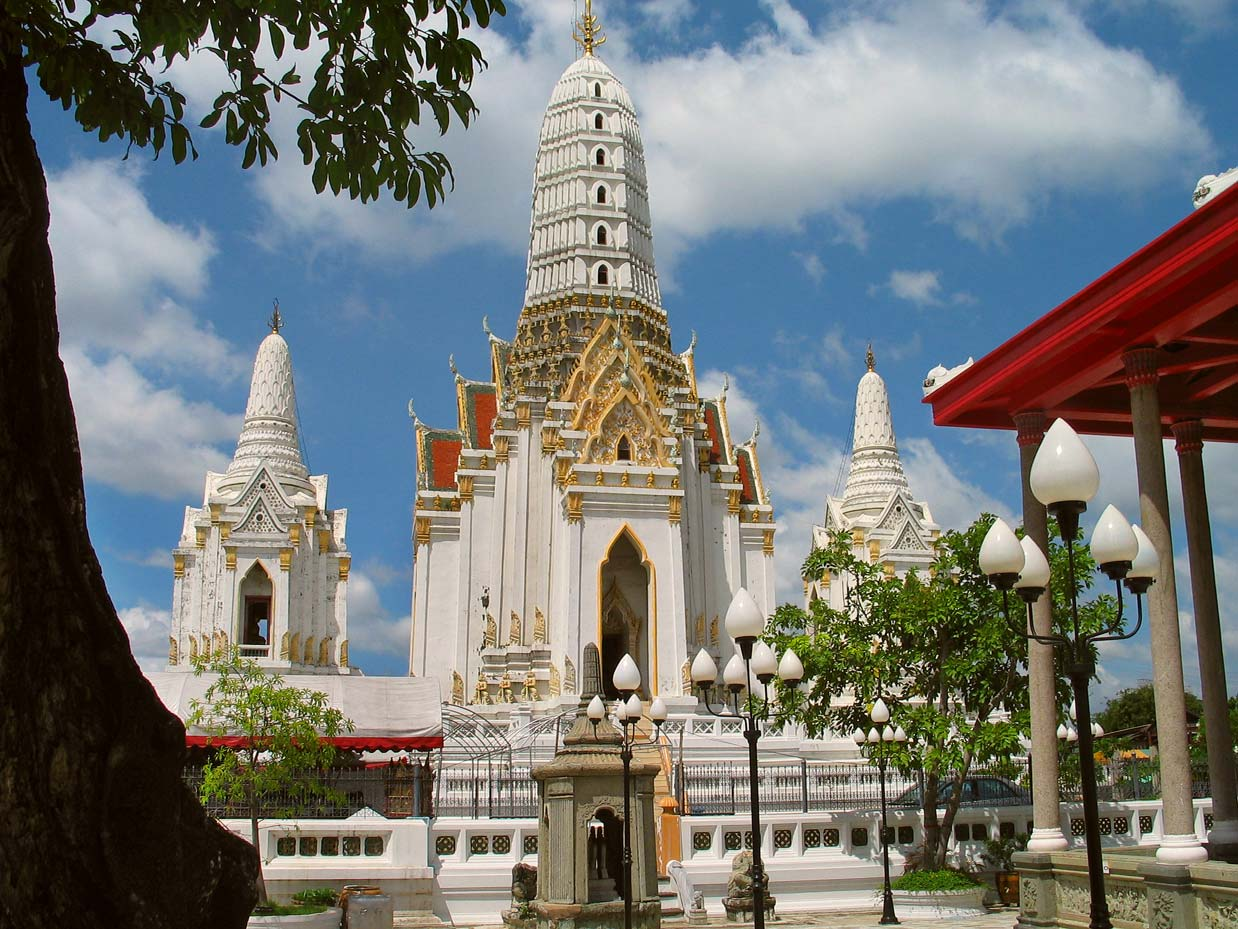
Der Große Prang des Wat Phichaiyat

Wat Phichaiyat (vollständiger Name: Wat Phichaiyatikaram Worawihan, Thai: วัดพิชยญาติการามวรวิหาร) ist eine buddhistische Tempelanlage (Wat) in Bangkok. Wat Phichaiyat ist ein Königlicher Tempel Zweiter Klasse und liegt an der Thanon Somdet Chao Phraya (Somdet-Chao-Phraya-Straße) auf der Thonburi-Seite des Mae Nam Chao Phraya im Bezirk Khlong San. In der Nähe befindet sich die Phra Pokklao-Brücke.

## Geschichte
Nachdem er jahrelang vernachlässigt worden war, ließ Somdet Chao Phraya Borom Maha Phichaiyat (That Bunnag) den Tempel im Jahr 1841 renovieren und präsentierte ihn König Nang Klao (Rama III.) als Königlichen Tempel. Der König gab ihm den Namen „Wat Phrayatikaram“ in Anlehnung an That Bunnags Titel. Später gab König Mongkut (Rama IV.) ihm seinen heutigen Namen, „Wat Phichayatikaram“. Die Einheimischen der Umgebung nennen ihn kurz „Wat Phichaiyat“.

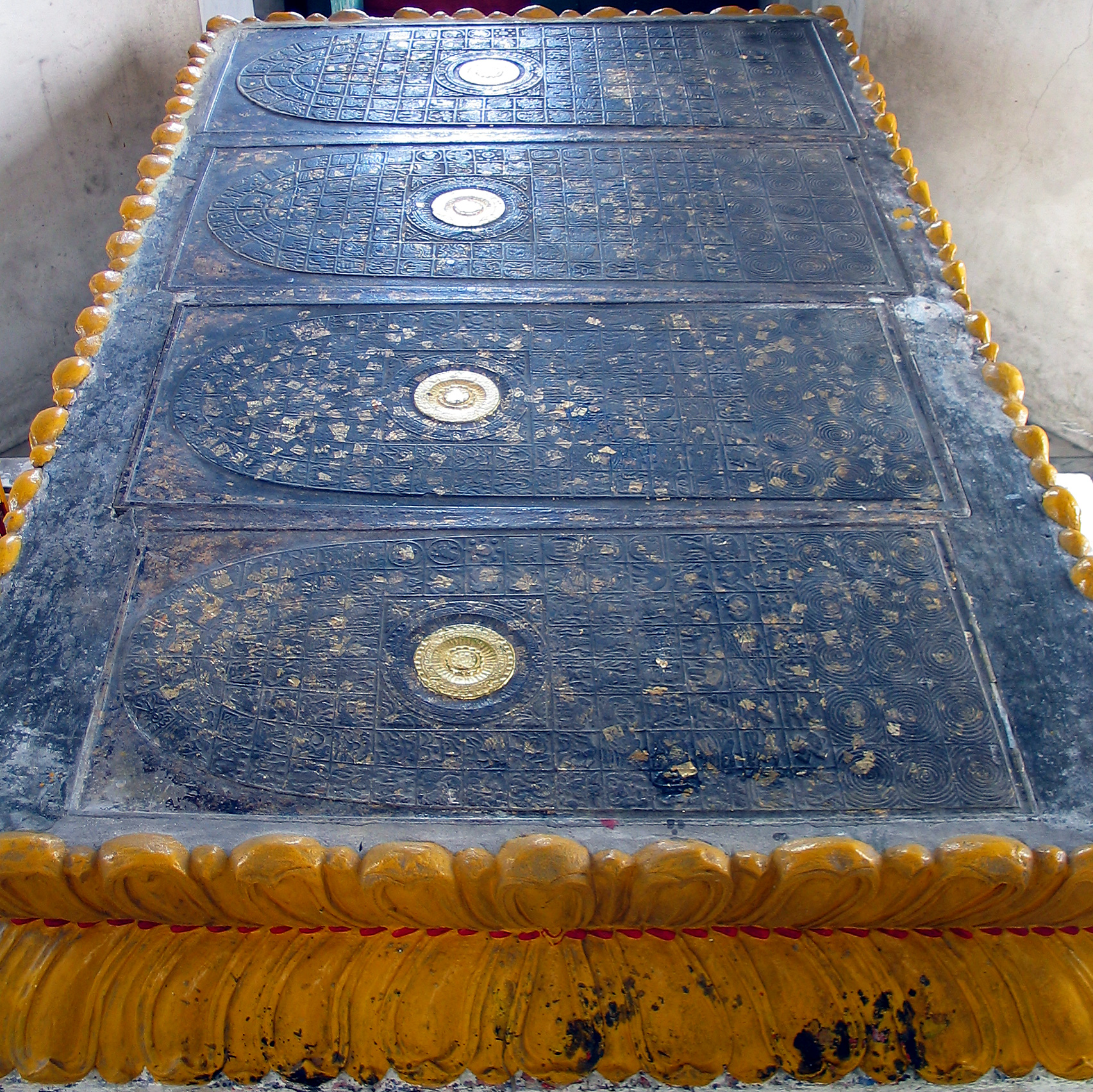
Fußabdrücke der Vier Buddhas

## Sehenswürdigkeiten
- Ubosot – Der Ubosot ist in Sino-Thai-Stil erbaut, jedoch ohne die typisch thailändischen Dachverzierungen wie „Chofah“, „Hang Hong“ und „Bai Raka“. Die Giebelfelder sind reich verziert mit farbigen Mosaiken aus Porzellan-Bruchstücken. Die niedrige Mauer um den Ubosot ist mit Basreliefs bedeckt, die Szenen aus dem chinesischen Epos Die Geschichte der Drei Reiche darstellen. Die Reliefs wurden als Ballast in Segelschiffe auf den alten Handelsrouten von China mitgebracht.[2]
- Phra Prang – der Prang im Wat Phichaiyat hat eine ungewöhnliche dreifache Ausführung: um den zentralen Prang, der mit 42 Metern Höhe von weitem sichtbar ist, gruppieren sich rechts und links jeweils ein kleineres Abbild. Im Innern des zentralen Prang befinden sich auf einem gemeinsamen Thron vier Buddha-Statuen, die in die vier Himmelsrichtungen blicken. Im nördlichen, kleineren Prang ist die seltene Darstellung von Fußabdrücken der Vier Buddhas zu sehen.

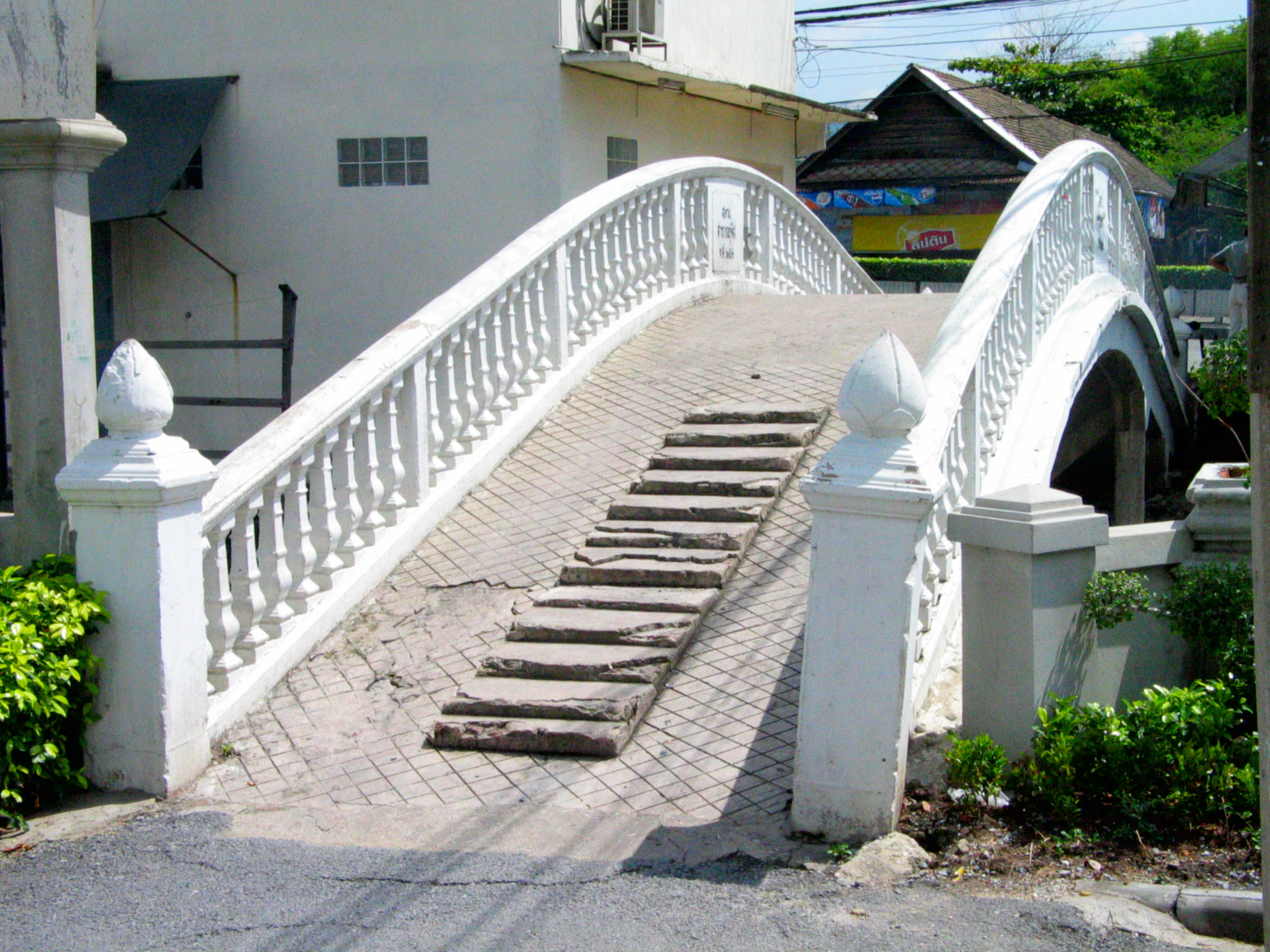
Eine der Brücken vor dem Tempel

- Zwei Alte Brücken – Direkt vor dem Tempel verläuft parallel zur Thanon Somdet Chao Phraya ein schmaler Kanal (Khlong), über den zwei zierliche Brücken zum Tempel führen. Die Brücken stammen wohl aus dem Jahr 1925, sie ähneln den so genannten „Elefanten-Höcker-Brücken“, die es früher in Bangkok sehr zahlreich gab. Ihren Spitznamen haben sie von ihrer Form, sie führen nämlich in einem recht hohen Bogen über das Gewässer und waren stark genug, das Gewicht von Elefanten zu tragen. Als Besonderheit haben sie in der Mitte Treppenstufen, um Fußgängern die Überquerung zu erleichtern.[3]